# Maksymilian Biskupski

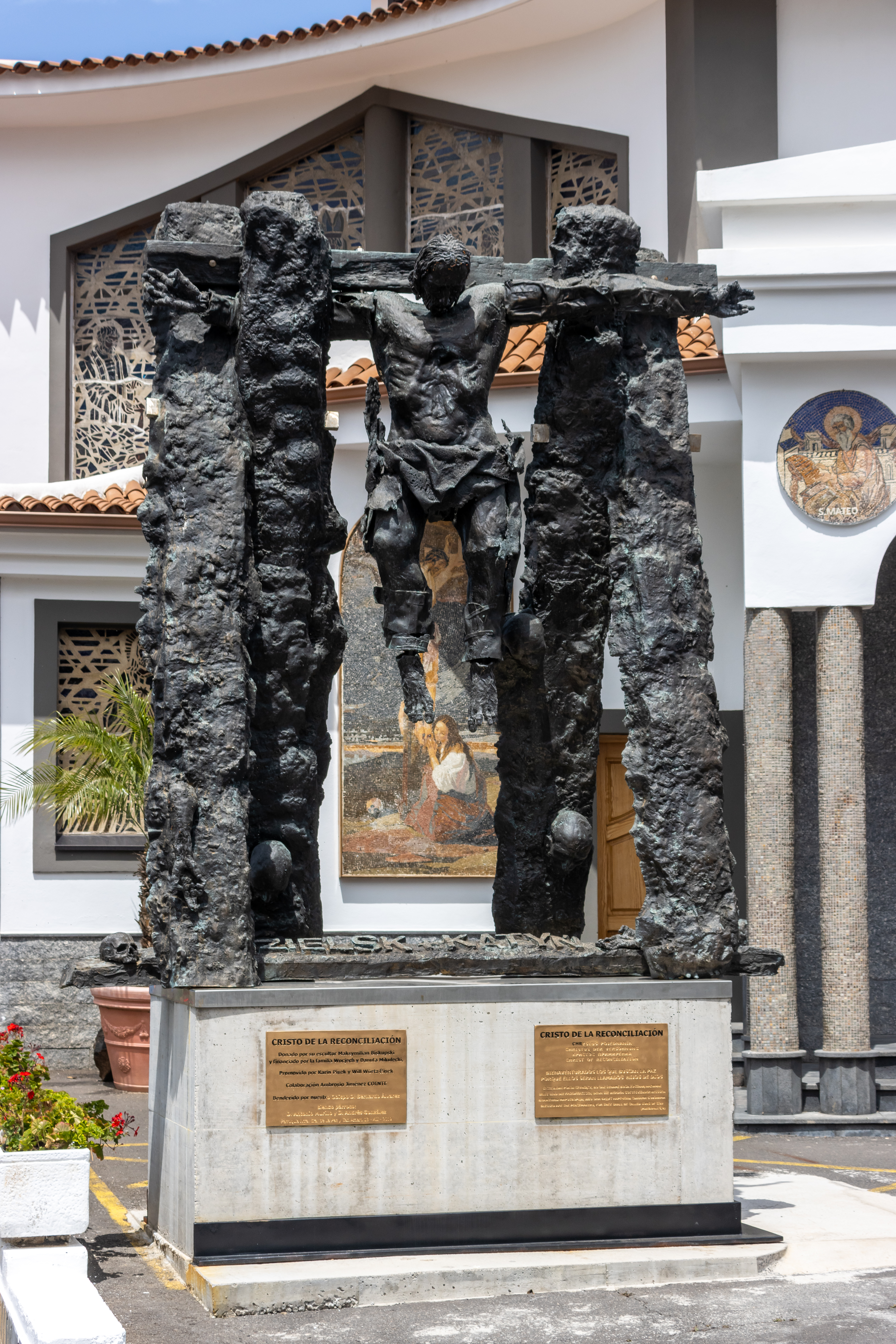
Pomnik Cristo de la Reconciliación (Chrystus Pojednania) w Puerto de la Cruz

Maksymilian Biskupski (ur. 1 września 1958 w Warszawie) – polski rzeźbiarz i poeta. 

## Życiorys
Studiował rzeźbę na warszawskiej Akademii Sztuk Pięknych, zrobił dyplom u Stanisława Słoniny. Po studiach podjął pracę w Państwowym Zespole Ognisk Wychowawczych im. Kazimierza Lisieckiego „Dziadka”. W 1986 wyemigrował do Niemiec. 
Pracuje w Polsce i w Niemczech. Ma pracownię w Olszance.

## Najważniejsze prace
- Pomnik Poległym i Pomordowanym na Wschodzie w Warszawie (1995)
- Krzyż Pojednania oraz pomnik św. Jana z Dukli w Dukli (1997)
- Pomnik papieża Jana Pawła II w Dukli (1998)
- Pomnik „Chrystus Wszystkich Ofiar – Człowiek Pojednania” w Seligenstadt (1999)
- Pomnik i płyta Ignacego Paderewskiego w Genewie (2000)
- Pomnik „Wspólnej Modlitwy” ofiar zamachu 11 września 2001 w Nowym Jorku (2002)
- Pomnik Marii Skłodowskiej-Curie w Gmachu Głównym Politechniki Warszawskiej (2005)[3]
- Pomnik Jana Pawła II w Wadowicach (2006)
- Pomnik Prządki w Żyrardowie (2006)
- Pomnik Ewakuacji Bojowników Getta Warszawskiego (2010)
- Pomnik Cristo de la Reconciliación (Chrystus Pojednania) w Puerto de la Cruz, Hiszpania (2019)

## Wiersze
- Cykl wierszy Chrystus Katyński, Polonia Resurecta (2010)